# Eilard von der Hude
Eilard von der Hude (* 1541 in Hoya; † 18. April 1606 in Verden) war ein deutscher Chronist.

## Leben
Geboren als Sohn des Eilhard von der Hude, der Bauer und Besitzer der Oberhude an der Weser war, schloss er sich, um dem Landleben zu entfliehen, dem jungen Grafen von Hoya an. Er wurde dessen Mitschüler und bezog mit ihm am 26. April 1561 die Universität Wittenberg. Dort erwarb er sich, unter dem Dekanat der Hieronymus Osius, bereits am 10. August 1563 den akademischen Grad eines Magisters. Im Anschluss an sein Studium bekam er eine Anstellung am Domkapitel in Verden (Aller) und versuchte sich beim Bischof Georg von Braunschweig-Lüneburg beliebt zu machen.
Er erwarb sich durch sein Handeln so ein Ansehen, dass er die Hand der Witwe des Domherrn Jost von Münchhausen gewann und bald Dekan des Collegiatsstifts an der St. Andreaskirche wurde. Zuletzt war er Rat des Bischofs Philipp Sigismund von Braunschweig-Wolfenbüttel. Er verfasste eine Chronik des Bistums Verden (Historiam Episcoporum Verdensium), die als Vorlage für eine Fortsetzung durch seinen Urenkel Justus Kelp diente. Zudem trat er als Dichter in Erscheinung, dessen deutsche Denkverse in Andreas Mandelslohs „Spangenbergischen Chronik“ erschienen.